# 당한 쪽의 비극 (드라마)
《당한 쪽의 비극》(일본어 원제: サレタガワのブルー, 사레타가와의 블루)는 동명의 만화를 원작으로 하는 드라마이다. 2021년 7월 14일부터 마이니치 방송의 심야 드라마 시간대 드라마이즘에 방영된다.
주연은 이누카이 마츠히로와 호리 미오나이다. 호리는 지상파 연속극 첫 주연이다.

## 방송 시간
| 방송 채널     | 방송 기간                | 방송 시간                     | 방송 지역        | 비고                 |
| ------------- | ------------------------ | ----------------------------- | ---------------- | -------------------- |
| 마이니치 방송 | 2021년 7월 14일          | 수요일 새벽 1:14 ~ 1:44       | 일본 긴키 광역권 | 제작사 1화 지연 방송 |
| 마이니치 방송 | 2021년 7월 21일 ~ 현재   | 매주 수요일 새벽 12:59 ~ 1:29 | 일본 긴키 광역권 | 제작사 1화 지연 방송 |
| TBS 텔레비전  | 2021년 7월 14일          | 수요일 새벽 1:43 ~ 2:13       | 일본 간토 광역권 | 1화 지연 방송        |
| TBS 텔레비전  | 2021년 7월 21일 ~ 현재   | 매주 수요일 새벽 1:28 ~ 1:58  | 일본 간토 광역권 |                      |
| 도라마코리아  | 2021년 7월 20일 ~ 현재   | 매주 화요일 공개              | 대한민국         |                      |
| 구마모토 방송 | 2021년 8월 25일 ~ (예정) | 매주 수요일 새벽 1:00 ~ 1:30  | 일본 구마모토현  |                      |

## 등장 인물

### 주요 인물
- 이누카이 마츠히로 : 타가와 노부루(田川暢) 역 - 고수입의 디자이너이자 애처가, 꽃미남
- 호리 미오나 : 타가와 아이코(田川藍子) 역 - 노부루의 아내, 직장 상사와 불륜 중
- 이와오카 토루(Da-iCE) : 모리 카즈마사(森和正) 역 - 코즈에의 남편, 아이코의 회사 상사이자 불륜 상대
가사와 육아는 아내의 일이라 생각하며 전혀 도와주려하지 않는다.
- 타카나시 린 : 모리 코즈에(森梢) 역 - 카즈마사의 아내
남편에게 학대를 당하고 있으며 혼자서 육아와 가사를 하고 있다.

### 노부루의 관련 인물
- 나카타 케이스케 : 히사타미 코헤이(久民浩平) 역 - 노부루의 친구
- 키타이 아야 : 마이(麻衣) 역 - 코헤이의 여자친구
- 요시다 시오리 : 마히로(茉拓) 역 - 노부루의 고등학생 시절 여자친구
- 카지 히토미 : 스이타(吹田) 역 - 노부루의 담당 변호사

### 아이코 관련 인물
- 소메노 유라 : 타카하시(高橋) 역 - 아이코의 후배

## 스태프
- 원작 : 세모토치카의 만화 “당한 쪽의 비극” (슈에이샤 ‘만가 Mee’ 연재)
- 감독 : 스미스
- 각본 : 다테 소라미
- 여는 곡 : UPSTART - ペルソナ / 페르소나 (에이벡스 트랙스)[4]
- 닫는 곡 : Hilcrhyme - Lost love song【III】-サレタガワ- / Lost love song【III】-당한 쪽- (Universal Connect)[4]
- 제작 프로덕션 : 소켓
- 제작 : "당한 쪽의 비극" 제작 위원회, 마이니치 방송

### 방송 일정
| #     | 방송일          | 부제목 | 부제목 |
| #     | 방송일          | 원제   | 한국어 |
| ----- | --------------- | ------ | ------ |
| 제1화 | 7월 14일 (예정) |        |        |

### 참조주
1. ↑  “犬飼貴丈が堀未央奈に不倫される、ドラマ「サレタガワのブルー」7月スタート” [이누카이 마츠히로가 호리 미오나에게 분륜을 당하는, 드라마 "당한 쪽의 비극" 7월 시작]. 《映画ナタリー》 (일본어) (株式会社ナターシャ). 2021년 5월 20일. 2021년 5월 21일에 확인함.
2. ↑  “犬飼貴丈＆堀未央奈、W主演で「サレタガワのブルー」ドラマ化決定に期待の声” [이누카이 마츠히로＆호리 미오나, 더블 주연으로 "당한 쪽의 비극" 드라마화 결정에 기대의 목소리]. 《modelpress》 (일본어) (株式会社ネットネイティブ). 2021년 5월 21일. 2021년 5월 23일에 확인함.
3. ↑  “犬飼貴丈＆堀未央奈W主演　累計3億PVのバズ漫画「サレタガワのブルー」がドラマ化！” [이누카이 마츠히로＆호리 미오나 더블 주연 누계 3억 뷰의 인기 만화 "당한 쪽의 비극"이 드라마화!]. 《WEBザテレビジョン》 (일본어) (株式会社KADOKAWA). 2021년 5월 20일. 2021년 5월 23일에 확인함.
4. 1 2  “ドラマ「サレタガワのブルー」OP主題歌は花村想太＆ヒカル新ユニットUPSTART、ED曲はHilcrhyme” [드라마 "당한 쪽의 비극" 오프닝 주제가는 하나무라 소타&히카룽이 새 유닛 UPSTART, 엔딩 곡은 Hilcrhyme]. 《音楽ナタリー》 (일본어) (株式会社ナターシャ). 2021년 6월 22일. 2021년 6월 22일에 확인함.